# Distretto di Rajanpur
Il distretto di Rajanpur (in urdu: ضلع راجن پور) è un distretto del Punjab, in Pakistan, che ha come capoluogo Rajanpur. Nel 1998 possedeva una popolazione di 1.103.618 abitanti.